# Epic Colocotronis
Die Epic Colocotronis war ein  Tank-Schüttgutfrachter (OBO), der im Mai 1975 in der Karibik mit einer Ladung von rund 60.000 Tonnen Rohöl an Bord ausbrannte, ohne dass es dabei zu einem größeren Ölaustritt kam.

## Die Geschichte

### Das Schiff
Das Schiff wurde im März 1965 von der Bauwerft Ateliers et Chantiers de Dunkerque et Bordeaux in Dünkirchen  als Hoegh Hood an die norwegische Reederei Höegh abgeliefert. Es war einer der weltweit ersten Tank-Schüttgutfrachter (OBO) und wurde von einem 9-Zylinder Zweitakt-Dieselmotor des Herstellers Société des Forges et Ateliers du Creusot angetrieben. Schon im August 1968 erfolgte der Verkauf an die Estrelle Venturosa Cia. Nav. S.A., und die Bereederung der griechischen Colocotronis-Gruppe, die das Schiff in Epic Colocotronis  umbenannte. 

### Die Havarie
Im Mai 1975 befand sich das Schiff auf einer Reise von Venezuela nach New York. Die Ladung bestand aus rund 60.000 Tonnen Rohöl der Sorte Venezuelan Crude. Am 13. Mai, etwa 60 Seemeilen nordwestlich von Kingston (Jamaika), zeigten sich Risse im Rumpf und die Decksaufbauten gerieten in Brand. Die Besatzung konnte das Feuer nicht unter Kontrolle bringen und verließ das Schiff. Alle 36 Mann wurden später von zwei passierenden Tankern gerettet. Der brennende Havarist trieb weiter, sank tiefer ins Wasser und wurde später im ausgebrannten Zustand zunächst vom holländischen Bergungsschlepper Smit Salvor ausgepumpt und zum Leichtern nach Kingston (andere Quelle: 10 Seemeilen nordwestlich von San Juan) geschleppt. Später brachte man das geleichterte Schiff nach Curaçao, wo es von der Versicherung zum Totalverlust (contructive total loss) erklärt wurde.

### Folgen
Große Teile des Decksaufbaus waren nach dem Ende des Feuers ausgebrannt und das Schiff lag so tief im Wasser, dass es kaum noch ein Freibord hatte. Trotz des Feuers und der Risse im Rumpf gelangten nur verhältnismäßig geringe Mengen Öl ins Wasser.